# Giovannello da Itala

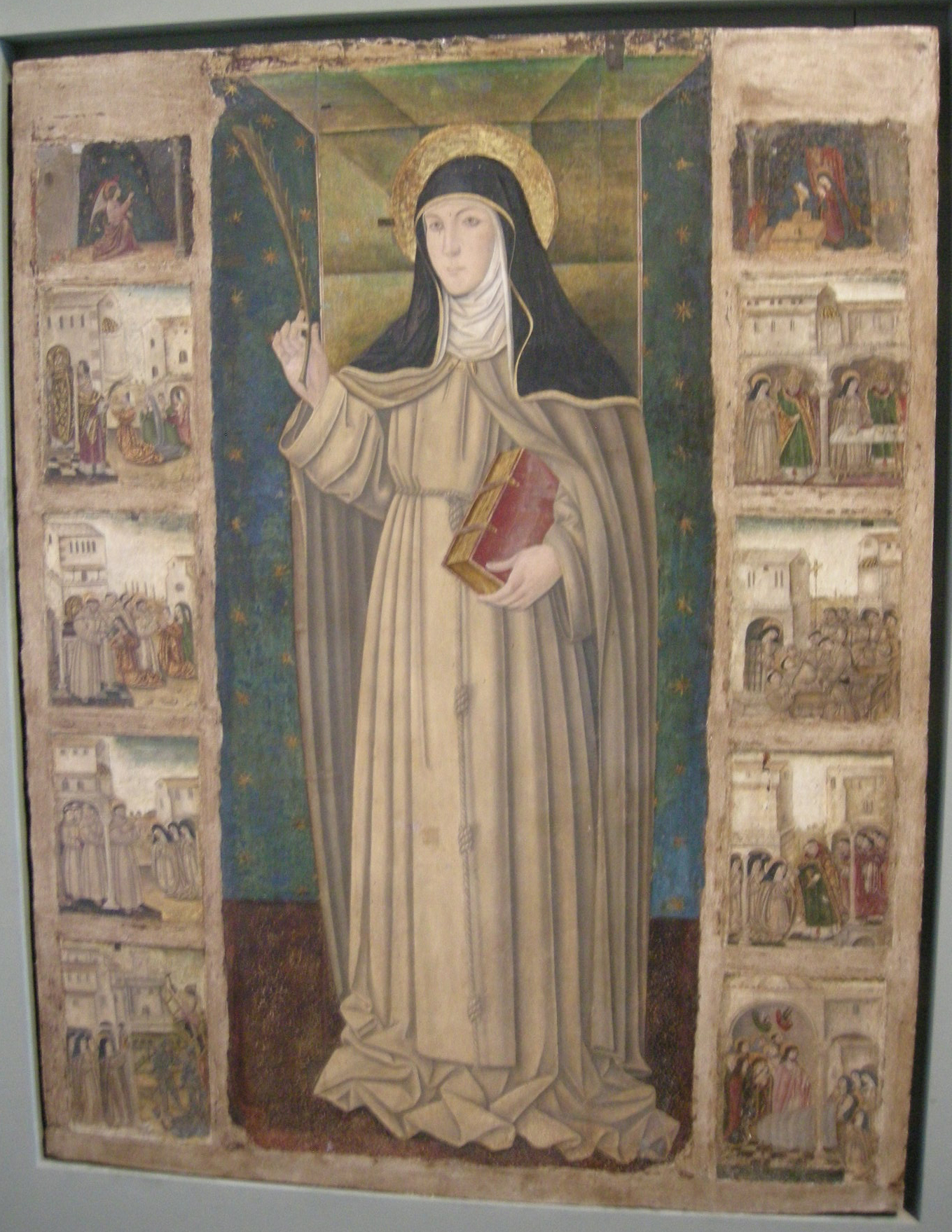
Giovannello da Itala: Szenen aus dem Leben der Heiligen Klara (Museo Regionale da Messina)

Giovannello da Itala (tätig 1490 – um 1531 in Messina) war ein italienischer Maler der Frührenaissance auf Sizilien.

## Leben
Der aus Itala bei Messina stammende Maler Giovannello steht stilistisch in der Nachfolge von Antonello da Messina und war zeitweise Mitarbeiter von Antonello de Saliba. 1504 arbeitete er mit Salvo d’Antonio zusammen für die Bruderschaft der Santa Maria di Gesù in Condrò an einem Banner mit einer „Verkündigung“ und der „Geißelung Christi“.

## Werke
- Museo Regionale di Messina: Tafelbilder „Madonna, Kind und Heilige“ (um 1490), und „Vita der Heiligen Klara“ (beide aus dem Kloster Santa Maria di Basicò) sowie „Der Heilige Thomas von Canterbury“ (1506, aus der Kirche San Tommaso in Messina)